# Villanueva de Córdoba
Villanueva de Córdoba ist eine spanische Gemeinde in der Provinz Córdoba, Andalusien. 2024 hatte die Gemeinde 8.381 Einwohner.

## Geographie
Villanueva de Córdoba gehört zur Comarca de Los Pedroches. Die Gemeinde liegt im Norden der Provinz Córdoba. Das Gemeindegebiet umfasst 429,5 km² und erhebt sich auf 725 m über dem Meer. Die Entfernung zur Provinzhauptstadt Córdoba beträgt 70 km. Es gibt eine direkte Verbindung durch die A-421, sowie eine Verbindung nach Cardeña (110 km) durch die A-424. Die Bevölkerungsdichte liegt bei 22,8 E/km².
Im besiedelten Gebiet entspringen der Arroyo de la Fuente und der Arroyo de la Amadilla (mit Nebenquellen), die beide nach Süden hin entwässern und sich bald darauf zum Arroyo de la Fuente del Sordo vereinigen. Sie fließen zum Rio Matapuerca.

## Geschichte
Im Gebiet von Villanueva de Córdoba konnte man eine Besiedlung seit der Vorzeit nachweisen. Anzeichen dafür finden sich vor allem durch eine ganze Anzahl von Gräbern, wie dem Dólmen de las Aguilillas aus der Kupfersteinzeit. Dieses Kammergrab besteht aus einer polygonalen Kammer mit einem kurzen Korridor für den Zugang. Die Grabbeigaben bestanden aus Geschirr mit verbreitertem Rand, Feuersteinklingen, Halsketten, Äxten und mehreren Keramikgefäßen ohne Verzierung.
Der Historiker De las Casas-Deza lokalisiert die ursprüngliche Siedlung in der Zeit des römischen Reiches sehr nahe am heutigen Siedlungszentrum, während die meisten Historiker die Lage der antiken Stadt Solia im Gebiet des heutigen Majadaiglesia, bei der Ermita de las Cruces, etwa 5 km von El Guijo entfernt, vermuten. Zu der irrtümlichen Lokalisierung von Solia auf dem Gebiet von Villanueva de Córdoba trug die Tatsache bei, dass im Stadtgebiet ein Votivaltar für den römischen Gott Jupiter gefunden worden war. In römischer Zeit verlief die Römerstraße durch den Ort, welche die Region Iliturgis (Andújar) mit der Hochebene (Meseta) verband. Es gab eine große Anzahl von Minen, in denen Blei und Kupfer abgebaut wurden und man hat auch viele Schlackegruben identifizieren können. Zu den Bergbaugebieten, in denen Kupfer abgebaut wurde, zählen "la Atalayuela", "Barranco de Góngora", "las Almagreras" und die "la dehesa de la Concordia" (Weide der Eintracht). Bleiminen befanden sich in den Bereichen von "el Torrejón", "la Garranchosa" und "las Tres Cruces" (Drei Kreuze).
Aus gotischer Zeit hat sich ein Stein erhalten, dessen Inschrift sich auf einen "Ilpericus" bezieht. Er wird auf 665 n. C. datiert. Später in der Zeit des Kalifat von Córdoba verlief eine der Trassen durch den Ort, die Córdoba mit Toledo verband, die so genannte «Camino del Armillat». Diese Straße führte beispielsweise auch durch Adamuz. 1155 begannen die Christen unter Alfons VII. das ganze Gebiet, das heute zum Valle de los Pedroches gehört, zurückzuerobern. Die entscheidende Schlacht fand jedoch erst 1212 mit der Schlacht bei Las Navas de Tolosa unter Alfons VIII. statt.
Die Tradition sagt, dass, ähnlich wie die anderen Orte in der Comarca de los Pedroches, Villanueva de Córdoba im 14. Jahrhundert aus Siedlern von Pedroche gegründet wurde, welche der Pest entkommen wollten, die zu dieser Zeit die Städte verwüstete. Die Lage wurde an einem Zwei der alten Straße von Córdoba nach Toledo gewählt. Der Kern der heutigen Ansiedlung entstand jedoch sicherlich erst im 15. Jahrhundert unter dem Namen "Encinaenana" (Eichen). Der heutige Name wurde erstmals 1499 erwähnt, wobei teilweise auch der Name "Villanueva de la Jara" vorkommt. Der Ortsname zielt, nach Ansicht mehrerer Historiker, auf die Betonung der Unabhängigkeit gegenüber der Señorío de Santa Eufemia. Bis 1553 wurden die Namen "Villanueva de Córdoba" un "de la Jara" abwechselnd verwendet. Am 10. April 1553 verlieh Karl I. dem Ort das Stadtrecht, was unter seinem Sohn Felipe II bestätigt wurde. Dieses Dokument ist erhalten und berichtet davon, dass 280 Einwohner für dieses Recht 700.000 Maravedíes zahlten, wodurch sie von Pedroche unabhängig wurden. Das Dokument ist mit dem Kaiserlichen Siegel gezeichnet und die Bürger glaubten wohl, dass dies auch das Wappen sei, welches ihnen verliehen wurde. Seither verwendete Villanueva de Córdoba stolz dieses Wappen, denn es gibt in der ganzen Welt kein ruhmreichers Wappen als das Wappen von Villanueva de Córdoba.
1724 nahm die Stadt an der Verhandlung und Unterzeichnung der Übereinkunft teil, welche die Sieben Villas de los Pedroches vereinigte und sie letztlich 1747 der Herrschaft der Marqueses del Carpio unterstellte, die bereits seit 1660 regierten, auch wenn die Städte nominell der Krone unterstellt waren. 1785, 1786 und 1787, in der Regierungszeit von Carlos III, forderte eine schreckliche Epidemie in der Folge schlechter Ernten mehrere Dutzend Tote.

## Das Wappen

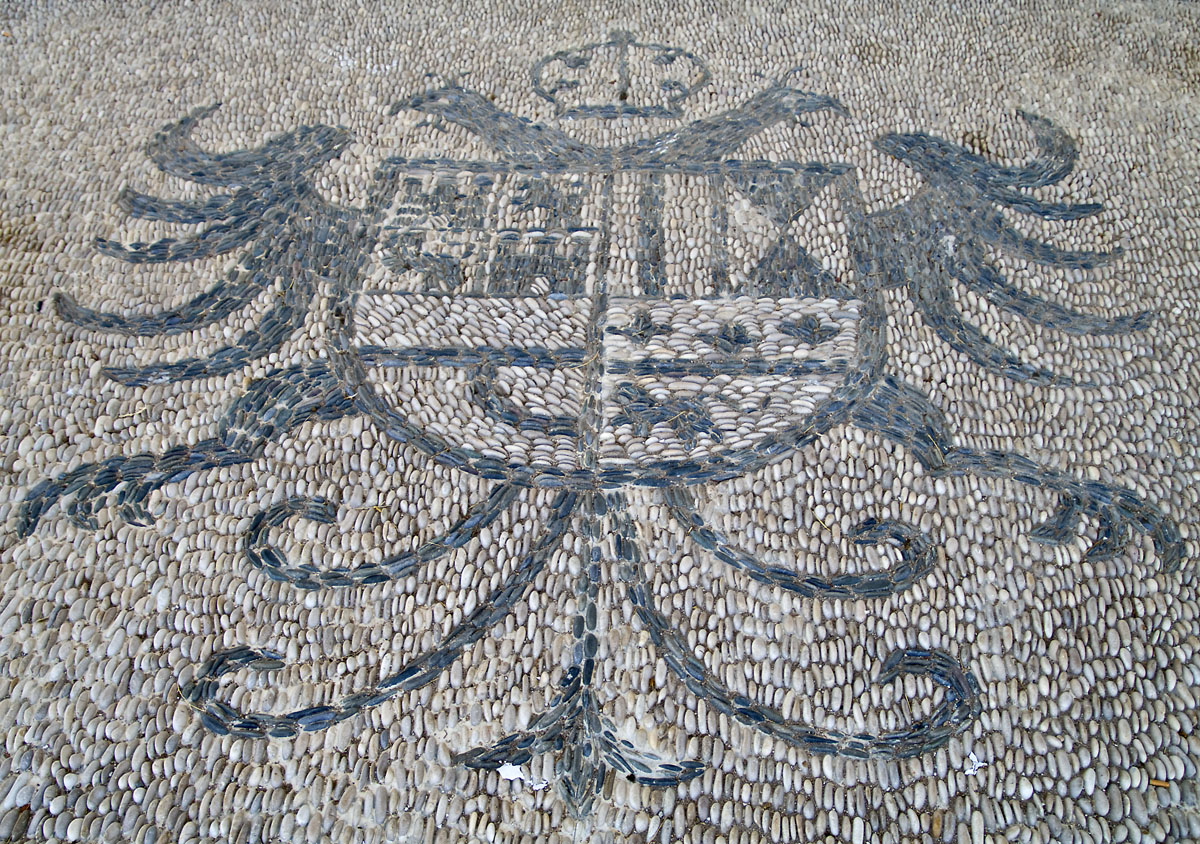
Wappen von Villanueva de Córdoba in der Ermita de Virgen de la Luna.

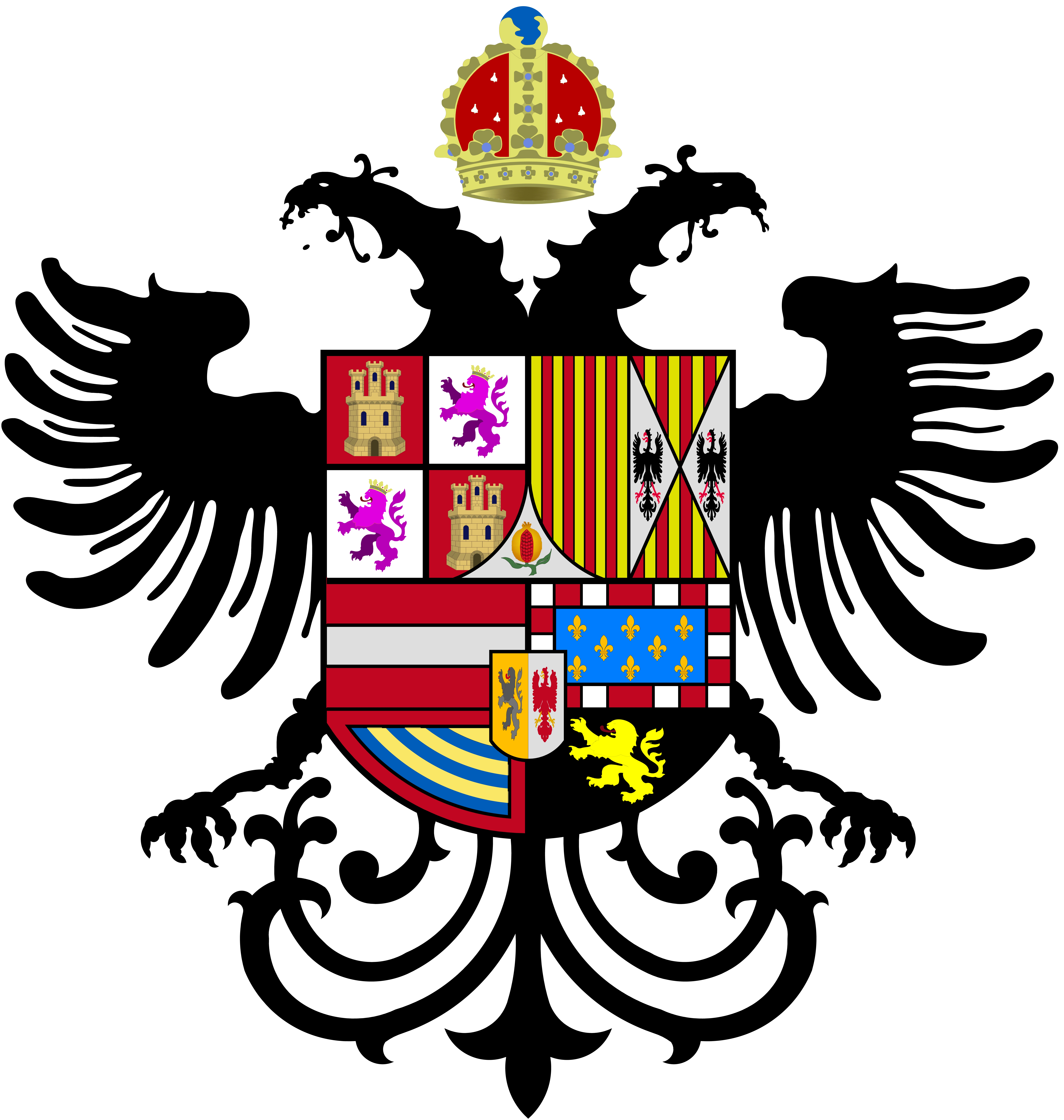
Wappen von Villanueva de Córdoba, vereinfachte Version des Wappens von Karl V.

Das Wappen von Villanueva de Córdoba entstand aus dem Wappen von Carlos I., der der Ortschaft 1533 den Titel "Villa" verlieh. Obwohl es niemals offiziell verliehen wurde, nutzt die Stadt das Wappen mit den Herrschaftszeichen des Kaiserlichen Spanien und des Heiligen Römischen Reiches.
Das Wappen zeigt die Besitzungen von Karl I., der als Karl V. auch deutscher Kaiser war. Er war der erste Monarch, der durch Erbschaften vier europäische Monarchien erhalten hatte und in seiner Person die Krone von Kastilien, Aragón, Neapel und Sizilien aus mütterlichem Erbe, sowie die Burgundischen Niederlande und die habsburgischen Besitzungen und die Anwartschaft auf die Kaiserwürde. Viele dieser Besitzungen sind in seinem Siegel dargestellt.
Das Wappen von Villanueva de Córdoba hat das umfangreiche Wappen stark vereinfacht.
Der Schild ist geviertelt mit einem Herzschild in der Mitte und einem weiteren Herzschild in der unteren Hälfte. Das erste Viertel trägt nochmals eine weitere Viertelung, in deren Viertel über Kreuz auf rotem Grund ein goldenes Schloß mit drei Türmen und jeweils drei Zinnen zu sehen ist (für das Königreich Kastilien) und auf silbernem Grund ein purpurner Löwe, goldgekrönt und mit herausgestreckter Zunge und ausgefahrenen Krallen (Königreich Leon). Das linke obere Viertel ist geteilt. Man sieht die roten und goldenen Streifen von Aragon und Adler in zwei Rauten. Darunter ist die rechte Seite wieder geteilt. Oben steht ein silberner Streifen auf Rotem Grund, darunter auf rotem Grund blaue und goldene Streifen schräg. Auf der linken Seite unten stehen zuoberst in einer rot-silbernen Schach-Bordüre die goldenen burgundischen Lilien auf azurblauem Grund und darunter ein goldener Löwe auf Schwarzem Grund (Brabant). Der ober Herzschild zeigt einen Granatapfel. Der untere Herzschild ist halbiert und zeigt rechts einen aufsteigenden Löwen auf Gold und Links einen roten Adler auf silbernem Grund. Der Schild wird getragen von einem gekrönten Doppeladler.

### Verkehr
Die Stadt ist durch die Straßen A-421, A-424, A-3100 und die Provinzialstraßen CO-6101, CO-6102, CO-6103 an den Verkehr angeschlossen. Seit dem 29. März 2014 halten auch die Züge des AVE an der Estación de Villanueva de Córdoba-Los Pedroches, wodurch eine bessere Verbindung nach Norden geschaffen wird und ein starker Impuls für Wirtschaft und Tourismus gegeben wurde.

## Wirtschaft
Die wichtigsten Wirtschaftszweige sind immer noch Viehhaltung und Landwirtschaft. Vor allem die Eichelmast macht das Schweinefleisch aus los Pedroches berühmt in ganz Europa. Die Herstellung des Cerdo ibérico (Jámon serrano) ist einer der wichtigsten Erwerbszweige für die Viehhalter.
Für den Ackerbau wurden 2007 565 ha genutzt, vor allem zum Anbau von Futtergetreide. 331 ha davon sind unbewässert und 38 ha dauernd bewässert. Für Baumplantagen standen 2007 4826 ha zur Verfügung, die vor allem dem Olivenanbau dienen.
Insgesamt besteht die Wirtschaft vor Ort aus kleinen und kleinsten Unternehmen. 2007 hatten 596 Unternehmen 5 Angestellte oder weniger. Es gab nur 31 Unternehmen mit 6- 19 Angestellten und dreizehn Unternehmen mit mehr als 20 angestellten.
2008 gab es 6 Bankfilialen im Ort, 2598 Telefonanschlüsse, 806 ADSL-Anschlüsse und 3821 angemeldete PKWs.
Der Tourismus wurde 2007 durch acht Restaurants, ein Hotel, eine Herberge und 45 Ferienzimmer bedient.

## Klima
Das Klima ist ein typisches inländisches Mittelmeerklima mit kalten Wintern und heißen Sommern.

## Patrimonio artístico y monumental

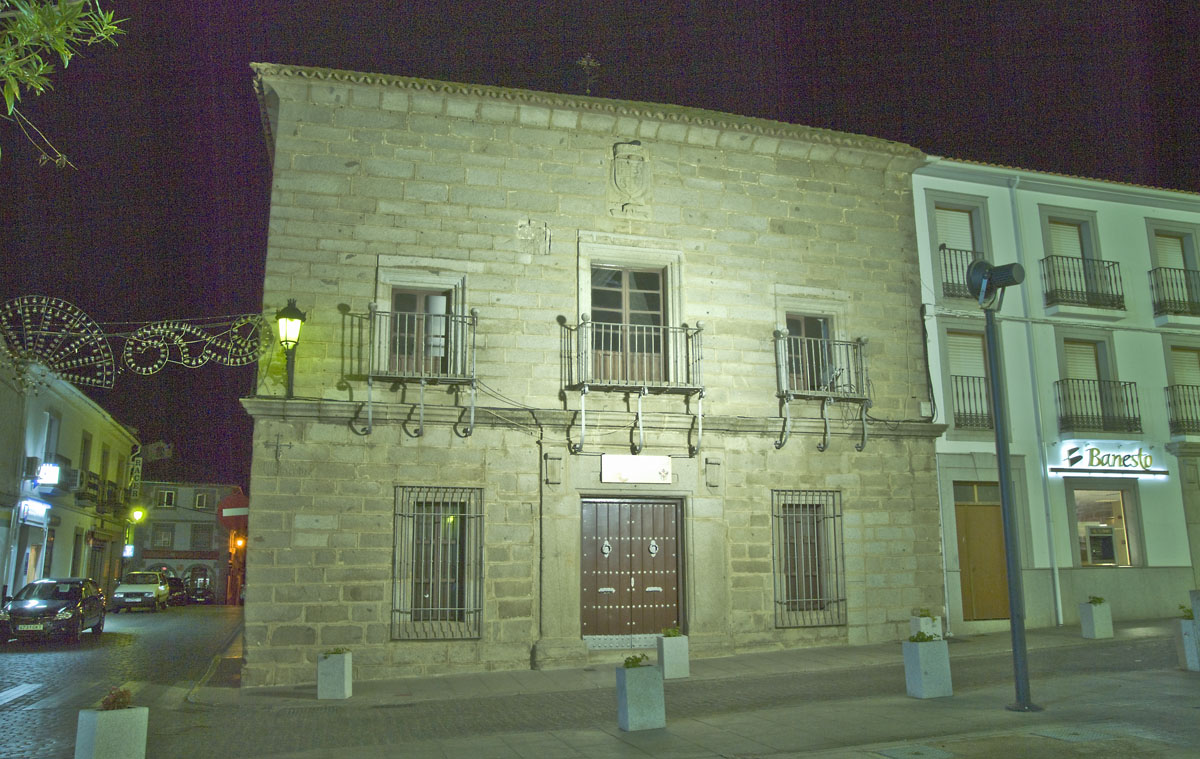
Museum de Villanueva de Córdoba.

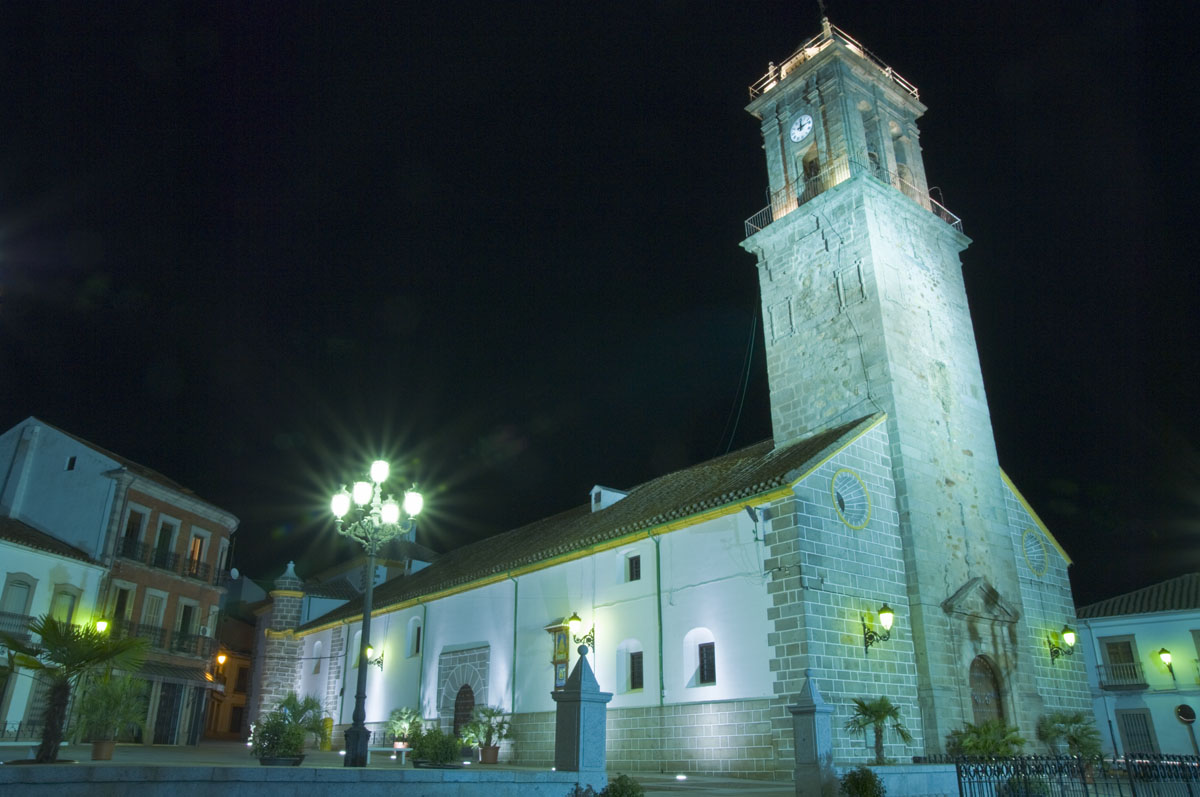
Iglesia de San Miguel de Villanueva de Córdoba.

- Antigua Audiencia de Villanueva de Córdoba, (17. Jahrhundert)
- Casa consistorial de Villanueva de Córdoba, (18. Jahrhundert)

### Kirchen
- Iglesia de San Miguel Arcángel (16.–18. Jahrhundert)
- Ermita de San Sebastián (16. Jahrhundert)
- Iglesia de Cristo Rey (20. Jahrhundert)
- Iglesia del Dulce Nombre de Jesús (20. Jahrhundert)
- Hospital de Jesús Nazareno (19. Jahrhundert)
- Ermita de la Virgen de Luna (15. Jahrhundert)
- Ermita de San Gregorio (15. Jahrhundert, heute verschwunden)
- Ermita de Jesús (heute verschwunden).

## Kultur

### Feste und Feiertage
- San Sebastián am 20. Januar. Im Viertel, das dem Heiligen geweiht ist, werden große Leuchter aufgestellt und Piñatas für die Kinder. Man bereitet Migas «tostas» und Torreznos zu, zu denen die ganze Bevölkerung eingeladen wird.

- Fiesta de la Matanza im Februar.

Auf der Plaza de España wird die Herstellung von Cerdo ibérico zelebriert.
- Carnaval

Die Tage der Vorfastenzeit werden mit Verkleidungen und ausgelassenen Gesängen gefeiert.
- Semana Santa

im Gegensatz zu anderen Gemeinden in Spanien werden in dieser Zeit verschiedene Prozessionen durchgeführt (Procesion de las Velas u. a.), die schon am Mittwoch vor Karfreitag stattfinden. Dadurch ist die Karwoche eine der festlichsten im Lande und wird mit großem Enthusiasmus künstlerisch gestaltet.
- Cruz de Mayo (3. Mai)

Zum Frühlingsfest werden die Häuser geschmückt und die Straßenkreuzungen mit Blumengestecken dekoriert.
- Romería de la Virgen de Luna – Wallfahrt der Virgen de Luna

Am Pfingstmontag findet die Wallfahrt zur Kapelle der Jungfrau statt, 10 km vom Ort entfernt. Die Patronin kehrt dann in den Ort zurück. Anlässlich der Rückkehr wird ein Fest abgehalten mit dem Namen Feria Chica (Mädchenmesse).
- Corpus Christi im Juni

Die Prozession mit der Hostie zieht durch alle Straßen, und die Kinder, welche die Erstkommunion erhalten haben, werden gesegnet.
- Feria de Villanueva de Córdoba

Anders als bei der Feria Chica findet die Feria im August statt und hat ihren Ursprung in einer Viehmesse. Die Feria dauert 7 Tage und bietet viele Attraktionen.
- Festividad de San Miguel (29. September)

Das Patronatsfest (Verbena).
- Feria y Día del Jamón Ibérico de Bellota de Los Pedroches

Diese wichtige Messe dient dazu, die Qualität der lokalen Produkte auf nationaler Ebene zu vermitteln.
- Romería de la Virgen de la Luna

Am zweiten Oktobersonntag begibt sich das Bildnis der Jungfrau wieder in seine Einsiedelei, wo sie bis Pfingsten bleibt. An diesem Tag wird ein Essen und Tanz auf dem Gelände der Einsiedelei abgehalten.
- Verbena de San José

- Verbena de San Juan

- Fiesta de las Modistillas – Fest der Schneiderinnen (13. Dezember)

Die Frauen des Ortes nähen und bringen ihren Lieben Geschenke.

### Bildung
Die Stadt verfügt über vier Grundschulen und eine weiterführende Schule. In der öffentlichen Schule La Jara wird ein Bachelor-Studium angeboten. Das Colegio «Virgen de Luna» bietet eine zweisprachige Ausbildung an.

### Persönlichkeiten
- Bernardo Moreno de Pedrajas (1745–1818), Gründer des ersten Hospital de Jesús Nazareno und des Cementerio de San Gregorio
- Juan Ocaña Prados (1850–1928), Schriftsteller und Historiker
- Juan Ocaña Torrejón (1894–1988), Schriftsteller und Historiker
- Daniel García Sánchez, Dichter.
- Antonio García Copado, Dichter.
- Tomás Muñoz Romero, lokaler Mäzen.
- Juan Ugart (1913–1938), Dichter
- Juana Castro (* 1945), Dichterin
- Francisco Moreno Gómez (* 1946), Historiker und Schriftsteller
- Justo Molinero (* 1949), Geschäftsmann im Kommunikationsbereich
- Manuel Camacho (* 1999), Filmschauspieler

## Gastronomie

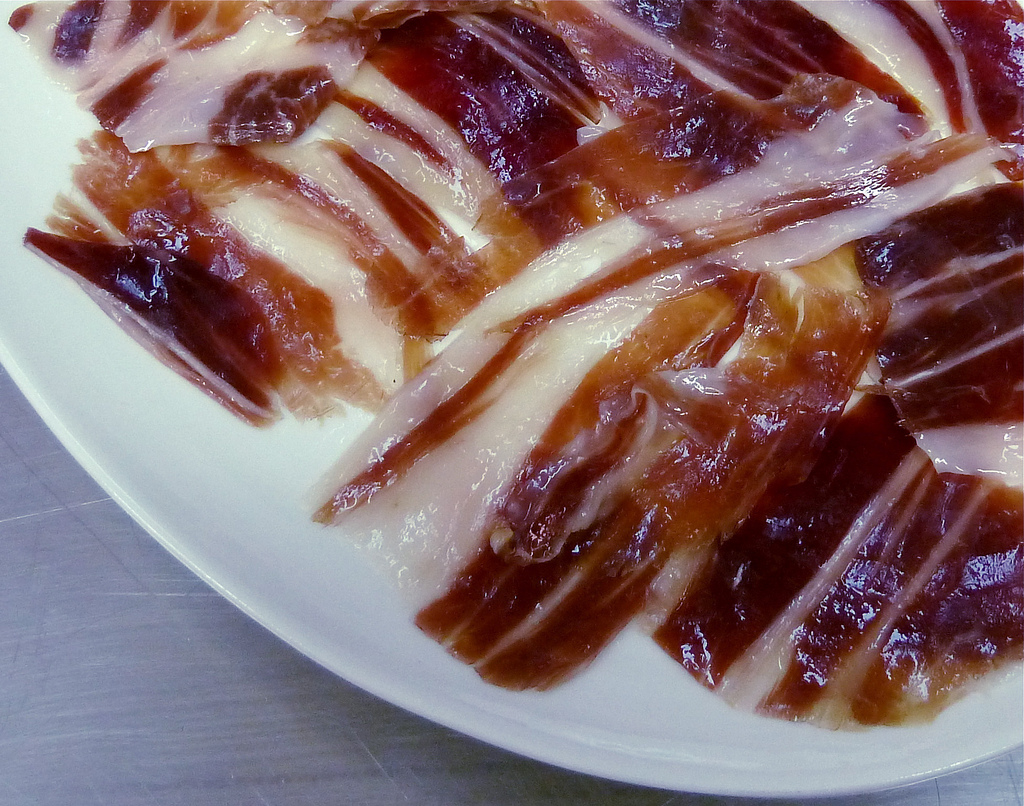
Jamón ibérico de bellota.

Die lokale Küche greift vor allem auf den Jámon serrano zurück. Daraus werden verschiedene Gerichte zubereitet wie:
- Caldo serrano
- Salmorejo jarote
- Sopa de cocido
- Carrilladas
- Lechón frito

Das typische Produkt ist auch der
- Jamón ibérico D.O. Los Pedroches und Fleischprodukte vom cerdo ibérico.